# Kraftwerk Pulau Seraya
Das Kraftwerk Pulau Seraya ist ein Öl- und Gaskraftwerk in Singapur, das im Osten der Insel Jurong gelegen ist. Direkt gegenüber, auf der anderen Seite des Meeresarms, befindet sich das Pasir Panjang Container Terminal.
Mit einer installierten Leistung von 3.040 MW ist Pulau Seraya eines der leistungsstärksten Kraftwerke in Singapur. Die dem Betreiber YTL PowerSeraya Pte Ltd von der Energy Market Authority in Singapur zugeteilte Erzeugungskapazität liegt bei 3.100 MW.

## Kraftwerksblöcke

### Ölkraftwerk
Das Kraftwerk besteht aus insgesamt neun Blöcken mit einer Gesamtleistung von 2.250 MW, die 1988 und 1992 in Betrieb gingen. Es sind noch sechs Blöcke in Betrieb. Die folgende Tabelle gibt einen Überblick:
| Block | Max. Leistung (MW) | Betriebsbeginn | Turbine         | Generator | Dampfkessel |
| ----- | ------------------ | -------------- | --------------- | --------- | ----------- |
| 1     | 250                | 1988           | Hitachi         |           | IHI         |
| 2     | 250                | 1988           | Hitachi         |           | IHI         |
| 3     | 250                | 1988           | Hitachi         |           | IHI         |
| 4     | 250                | 1992           | Babcock-Hitachi |           | Parsons     |
| 5     | 250                | 1992           | Babcock-Hitachi |           | Parsons     |
| 6     | 250                | 1992           | Babcock-Hitachi |           | Parsons     |
| 7     | 250                | 1992           | Babcock-Hitachi |           | Parsons     |
| 8     | 250                | 1992           | Babcock-Hitachi |           | Parsons     |
| 9     | 250                | 1992           | Babcock-Hitachi |           | Parsons     |

Von 2003 bis 2005 wurden 3 Blöcke durch IHI umgerüstet, damit sie mit Orimulsion betrieben werden konnten. Die Kosten lagen bei 200 Mio. S$.

### Gaskraftwerk
Das Kraftwerk besteht aus insgesamt vier Blöcken mit einer Gesamtleistung von 1.540 (bzw. 1.594) MW, die 2002 und 2010 in Betrieb gingen. Sie dienen zur Abdeckung von Mittellast und Spitzenlast. Die folgende Tabelle gibt einen Überblick:
| Block | Maschine | Max. Leistung (MW) | Betriebsbeginn | Turbine | Generator | Dampfkessel             |
| ----- | -------- | ------------------ | -------------- | ------- | --------- | ----------------------- |
| 1     | 1        | 292                | 2002           | Siemens | Siemens   | Siemens                 |
|       | 2        | 115                | 2002           | Siemens | Siemens   |                         |
| 2     | 1        | 292                | 2002           | Siemens | Siemens   | Siemens                 |
|       | 2        | 115                | 2002           | Siemens | Siemens   |                         |
| 3     | 1        | 270                | 20.10.2010     | Siemens | Siemens   | Doosan Heavy Industries |
|       | 2        | 120                | 20.10.2010     | Siemens | Siemens   |                         |
| 4     | 1        | 270                | 20.10.2010     | Siemens | Siemens   | Doosan Heavy Industries |
|       | 2        | 120                | 20.10.2010     | Siemens | Siemens   |                         |

Die Blöcke 3 und 4 dienen neben der Stromerzeugung auch der Bereitstellung von Prozessdampf für die nebenan gelegene Raffinerie der Petrochemical Corporation of Singapore. Die Generatoren dieser Blöcke werden mit Wasserstoff gekühlt.

## Meerwasserentsalzung
Im Oktober 2007 wurde auf dem Gelände des Kraftwerks eine Meerwasserentsalzungsanlage fertiggestellt, die 10.000 m³ Wasser am Tag liefert. Die Kosten lagen bei 14 Mio. US$. Die Anlage wurde am 29. Januar 2008 offiziell eröffnet.

## Eigentümer
Am 6. März 2009 verkaufte Temasek Holdings den Kraftwerksbetreiber PowerSeraya Pte Ltd (PS) für 3,8 Mrd. S$ an die malaysische YTL Power International Berhad. Am 13. Januar 2010 änderte PS seinen Namen und wurde zu YTL PowerSeraya Pte Ltd.